# New Renaissance Records
New Renaissance Records ist ein US-amerikanisches Metal-Label, das im Jahr 1984 in Burbank, Kalifornien, gegründet wurde. Ein Sublabel hiervon ist Colossal Records.

## Geschichte
Das Label wurde im Jahr 1984 von Ann Boleyn, welche ebenfalls als Sängerin bei der Band Hellion tätig war, gegründet. Da Hellion in ihrer Anfangszeit Lieder bei einem kleinen Punk-Label namens Mystic Records veröffentlichte, lernte Boleyn auf diese Art die Arbeitsweise von kleinen Labels. Die in den 1980er Jahren wieder vertragslose Band veröffentlichte notgedrungen ein Demo bei ihrem eigenen Label Bongus Loadus Records. Da das Demo recht erfolgreich war, wurde eine Europaveröffentlichung über Music for Nations lizenziert. Da auch diese Veröffentlichung recht erfolgreich war und die Band dennoch keinen Vertrag erreichen konnte, die Nachfrage seitens der Plattenvertriebe nach weiteren Metal-Veröffentlichungen jedoch stieg, gründete Boleyn New Renaissance Records. Da laut Boleyn Anfang der 1980er Jahre viele Leute dachten, dass der Metal in den 1970er Jahren gestorben sei, wählte sie den Namen New Renaissance Records. Das Label bestand anfangs nur aus Boleyn selbst, wobei sie bereits kurze Zeit später durch freiwillige Helfer unentgeltlich unterstützt wurde. Später wurden diese entgeltlich angestellt. Neue Bands wurden für gewöhnlich als erste auf einer Kompilation vorgestellt; zum einen um herauszufinden, wie die Resonanz der Hörer war und zum anderen, um die Band besser kennenzulernen. Falls das Ergebnis positiv ausfiel, folgte für gewöhnlich eine Albumveröffentlichung mit der Option auf weitere Veröffentlichungen. Das Geld, das das Label den Bands zur Verfügung stellte, wurde in der Regel am Verkaufserfolg der Platten bemessen. Boleyn ließ die Bands anfangs das Tonstudio und Produzenten eigenständig wählen. Da sie jedoch fand, dass die Künstler meist nicht die geeignete Wahl getroffen hätten, wählte sie bald für diese. Eigene Produzenten oder Tonstudios besaß das Label nicht. Die Albencover wurden oft von den Bands selbst gestaltet. War dies nicht der Fall, so wurde ein Freund Boleyns namens Drew Elliot oft für die Cover herangezogen. Elliot gestaltete Cover für Bands wie Phantom, Savage Steel, Necrophagia, Blood Feast und Indestroy. Anfangs wurden viele der Bands auf Anraten des Distributors Greenworld unter Vertrag genommen, auch wenn Boleyn diese Musik selbst nicht mochte. Dies sollte sich später ändern: Boleyn achtete meist auf den Schlagzeuger, sie meinte, wenn dieser nicht gut sei, sei es die Band in den meisten Fällen auch nicht. Weitere Kriterien waren die Lieder selbst und ihr Eindruck von den Auftritten der Bands. Letzteres sei wichtig, da eine Band nur erfolgreich sein könne, wenn sie auch Konzerte spiele. Durch die Veröffentlichungen der Kompilationen wurden Bands wie Morbid Angel, Flotsam and Jetsam, Artillery, At War, Blood Feast, Wehrmacht und Prong bekannt. Durch Anzeigen in Magazinen und Fanzines steigerte das Label weiter die Bekanntheit der Bands. Zudem wurden zahlreiche Moderatoren von Radioshows kontaktiert, wodurch laut Boleyn die Telefonkosten 5.000 bis 7.000 US-Dollar betrugen. Auf der Promotionliste standen etwa 2.000 Kontaktpersonen. Die Veröffentlichung der Alben in Europa wurde meist über verschiedene Labels abgewickelt, wobei vor allem Music for Nations zum Einsatz kam. Obwohl das Label in den letzten Jahren kaum noch Tonträger veröffentlicht hatte, ist es dennoch aktiv. Boleyn nutzte die Pause, um eine Law School zu besuchen.

## Bands (Auswahl)
- King Kobra
- Indestroy
- Dream Death
- Bathory
- Screamer
- Prowler
- Amulance
- Deadly Blessing
- Soothsayer

## Veröffentlichungen (Auswahl)
- Speed Metal Hell (Kompilation, 1985)
- At War · Ordered to Kill (1986)
- Anvil Bitch · Rise to Offend (1986)
- Necrophagia · Season of the Dead (1987)
- Wehrmacht · Shark Attack (1987)
- Kublai Khan · Annihilation (1987)
- Bathory · Under the Sign of the Black Mark (1987)
- Sepultura · Morbid Visions (Wiederveröffentlichung, 1987)
- Blood Feast · Kill for Pleasure (1987)
- Hellion · Screams in the Night (1987)
- Intense Mutilation · Safe Sex (1989)